# Penha (distrito de São Paulo)
Penha é um distrito na Zona Leste de São Paulo, conhecido pelos vários templos de diversas religiões, sobretudo católicos. A arquitetura da região chama a atenção de quem passa pelos bairros próximos à porção central do distrito pois é possível ver de construções típicas do século XIX a construções modernas.
A constante procura por residências na região fez com que ela se tornasse cada vez mais valorizada e, junto aos bairros do Tatuapé, Jardim Anália Franco, Vila Carrão, Mooca e Vila Prudente, compõe um conjunto de bairros da Zona Leste com IDH muito elevado e uma razoável infraestrutura.

## História

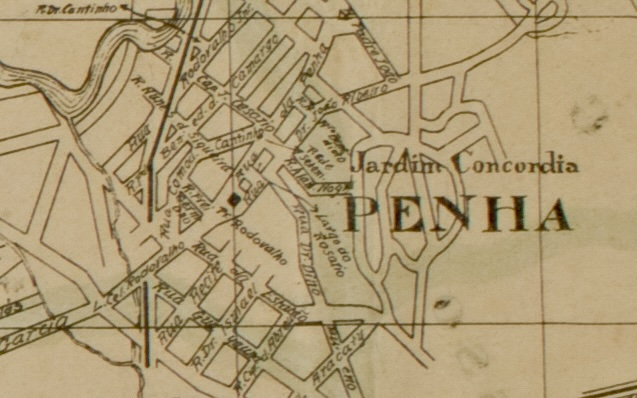
Traçado do mapa do bairro, Mapa Oficial da cidade em 1929.

A Penha é um dos distritos mais antigos do município de São Paulo. A primeira referência oficial a localidade é uma petição em que o licenciado Mateus Nunes de Siqueira obteve uma sesmaria do capitão-mor Agostinho de Figueiredo, a 5 de setembro de 1668. No ano de 1682, o o padre Jacinto Nunes, filho ou irmão do licenciado, aparece como proprietário e protetor da Nossa Senhora da Penha de França. Seu testamento diz que a dotou com bens e raízes, conforme consta em seu testamento aberto de fevereiro de 1684.
A origem da localidade está ligada intrinsecamente à religiosidade, pois seu nascimento se confunde com uma lenda que faz parte da história da fundação do local. Conta-se que um francês, católico devoto, seguia viagem de São Paulo ao Rio de Janeiro carregando consigo uma imagem de Nossa Senhora.
Durante a caminhada ele pernoitou no alto de uma colina ainda sem nome ("Penha" significa penhasco, rocha, rochedo), e no dia seguinte retomou seu trajeto até dar por falta da imagem. Assustado, tratou de retornar pelo mesmo caminho e encontrou a estátua no alto da colina. No dia seguinte a estátua sumiu novamente durante o sono do viajante, que entristecido, retornou e encontrou novamente a estátua no alto da colina, o que foi interpretado pelo francês como vontade da santa, que havia escolhido o local para se estabelecer.
A Igreja de Nossa Senhora da Penha foi finalizada em 1667; foi em torno dela que cresceu o povoamento do distrito. Um século depois, em 26 de março de 1796, a região foi promovida a Paróquia de Nossa Senhora da Penha de França; junto com a Paróquia de Nossa Senhora do Ó, foram as duas primeiras paróquias desmembradas da Sé. Mais tarde, a paróquia tornou-se freguesia.
No século XVII, a região era passagem obrigatória para os viajantes que se deslocavam entre São Paulo, Vale do Paraíba e Rio de Janeiro.

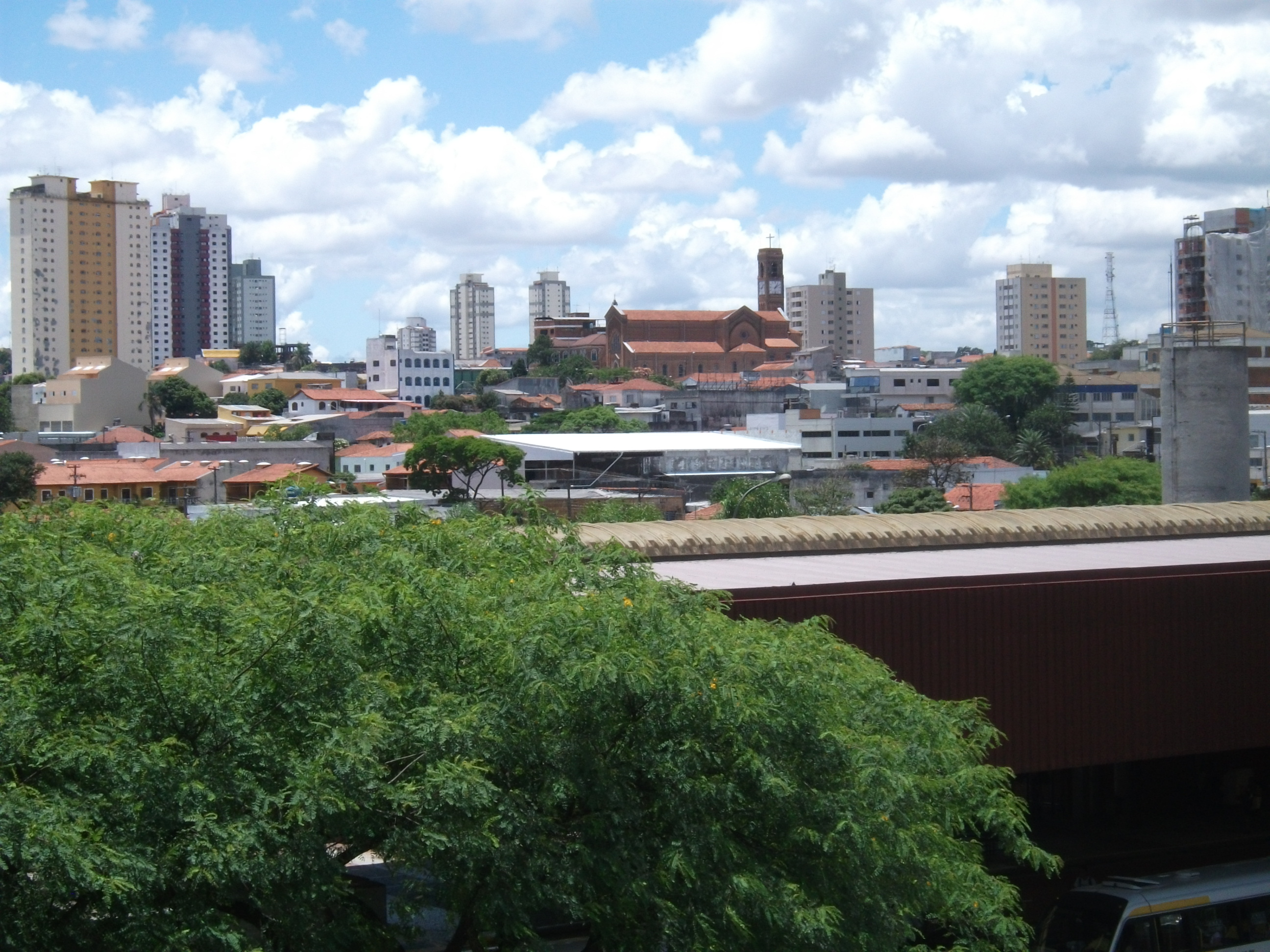
Vista do bairro Vila Esperança

Em 9 de julho de 1924 o distrito da Penha foi sede do governo estadual paulista quando Carlos de Campos, presidente do estado, foi forçado a abandonar o Palácio dos Campos Elísios após ser atacado pelas forças revolucionárias durante a Revolução de 1924. Campos ficou instalado em um vagão de trem adaptado, na estação Guaiaúna, até 28 de julho de 1924. 

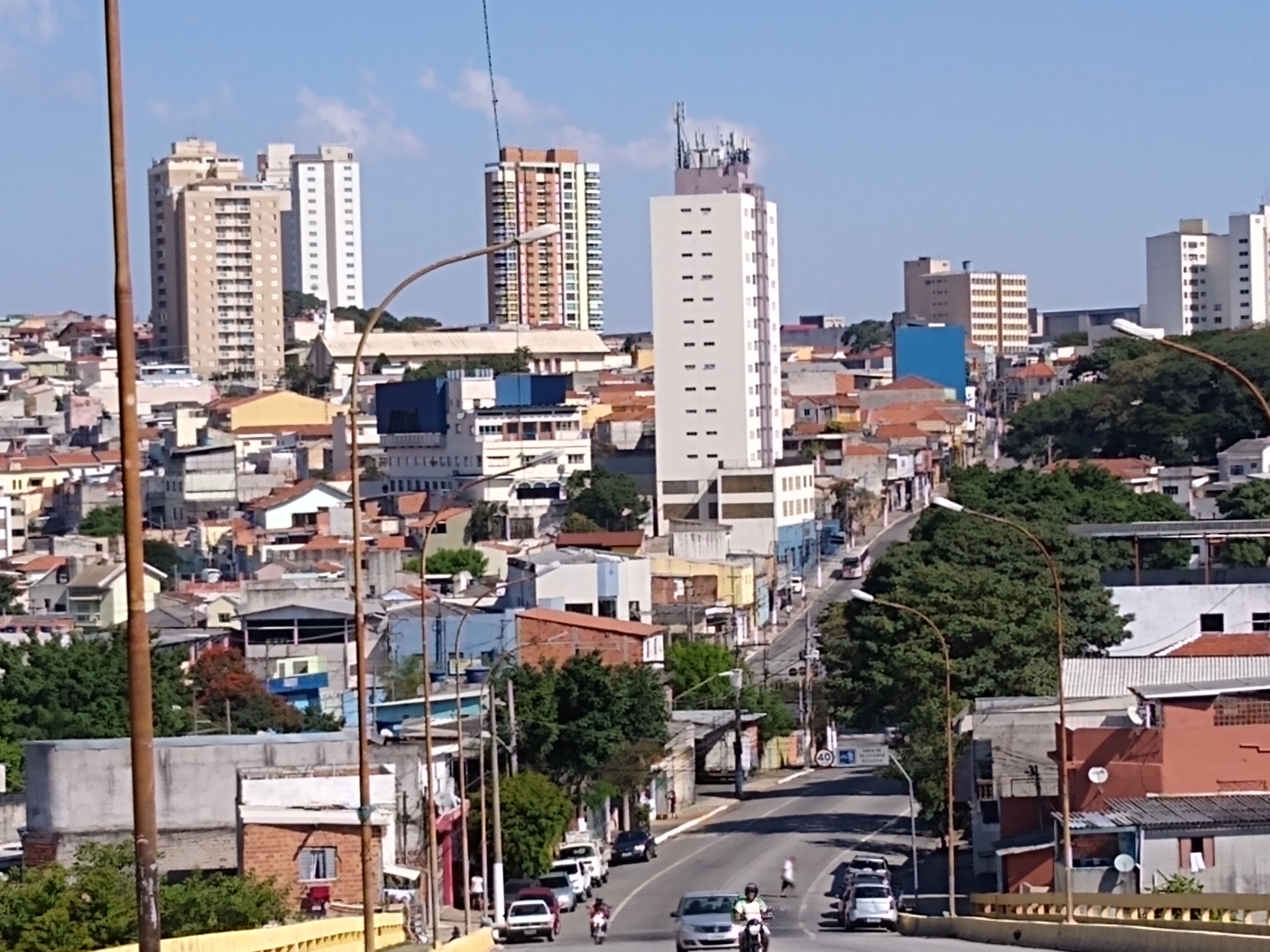
Vista do bairro Penha de França.

Assim como em outros distritos da Zona Leste de São Paulo, na Penha fixaram-se muitas das pessoas que vieram a São Paulo em busca de melhores condições de vida, como italianos, portugueses, sírios-libaneses, japoneses, judeus e nordestinos. De 1920 aos anos 1940 a população saltaria de 6.080 para 56.709 habitantes.
Embora fosse no início do século XX um bairro ocupado por uma maioria de pessoas pobres, também desfilavam no bairro famílias articuladas aos modismos da elite paulistana, como os Rodovalho, os Vergueiro, os Paiva Azevedo, os Gomes Jardim  e os Augusto Camargo. É nessa época que algumas atividades de lazer se popularizam no bairro e se tornam mecanismos de integração social, como a ida ao cinema e as partidas de bocha e de futebol.

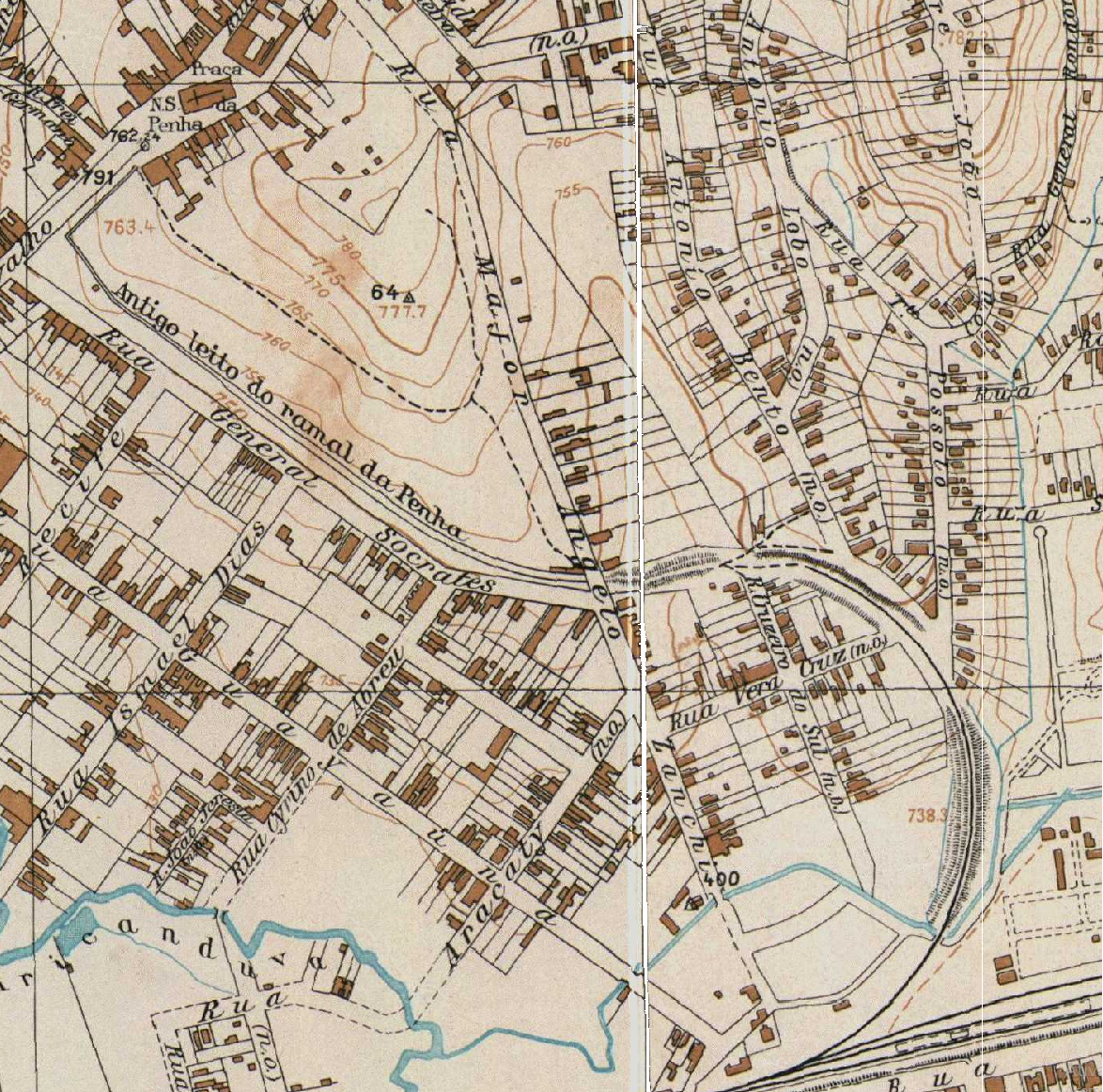
Detalhe de mapa de 1930 destacando parte da Penha de França, Arquivo Municipal de São Paulo

Com o crescimento de São Paulo, a Penha foi testemunha de grandes mudanças no perfil da cidade, no seu ritmo e na sua paisagem. Vizinha de bairros como o Tatuapé, que também tem históricos registros arquitetônicos, mas vive um intenso processo de verticalização, a Penha encontra-se numa região sob forte pressão imobiliária. Muitas das construções históricas resistem à pressão imobiliária, mas nem todas. Construções de grande impacto na paisagem e de relevância na memória do bairro foram desmanchadas para dar espaço a outras, como o Palacete do Coronel Antônio Proost Rodovalho, o Colégio Ateneu Ruy Barbosa, e em 2019, o casarão da Rua Antônio Lamanna.
O aniversário do distrito é celebrado em 8 de setembro, dia de Nossa Senhora da Penha, padroeira do Distrito e do Município de São Paulo. Neste dia há muitas festas e comemorações no distrito, como missa, procissão, quermesse e queima de fogos. Os festejos começam no final de agosto, com uma novena, e terminam no final de setembro com o já tradicional encontro dos corais da região.

## Patrimônio Histórico e Religioso
As imagens abaixo mostram alguns dos principais pontos turísticos e históricos da Penha. Sendo parte deles locais centenários, que remetem ao período de fundação do bairro e até mesmo do próprio desenvolvimento de São Paulo, tendo em vista que a Penha é um dos bairros mais antigos da capital paulista.
Igreja Matriz Nossa Senhora da Penha de França
Conhecida como Igreja Nossa Senhora da Penha de França, ou apenas Igreja Velha, está inserida na Praça Nossa Senhora da Penha. O registro da sua data de origem varia entre 1662 e 1668.

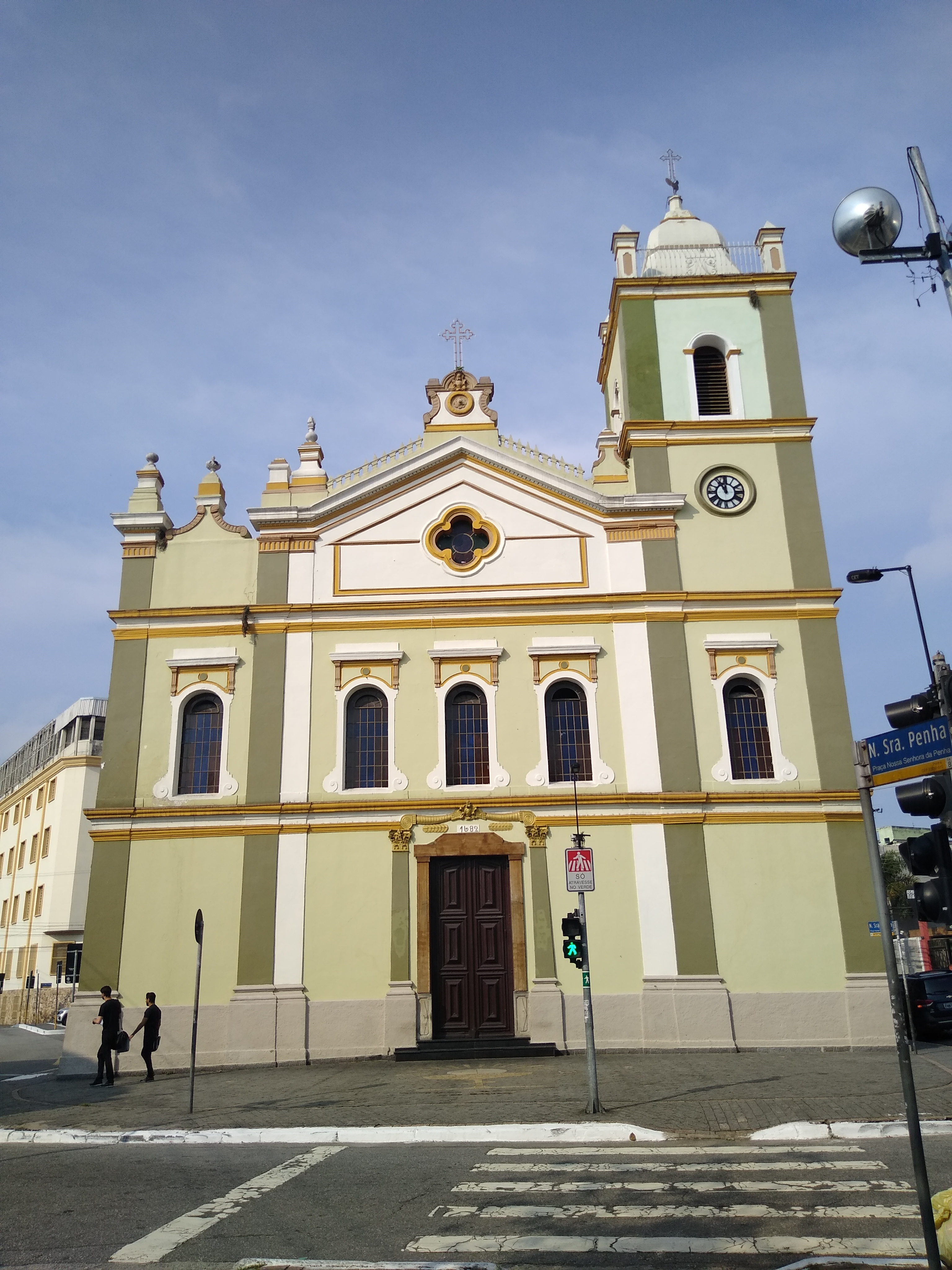
Vista da Igreja Nossa Senhora da Penha

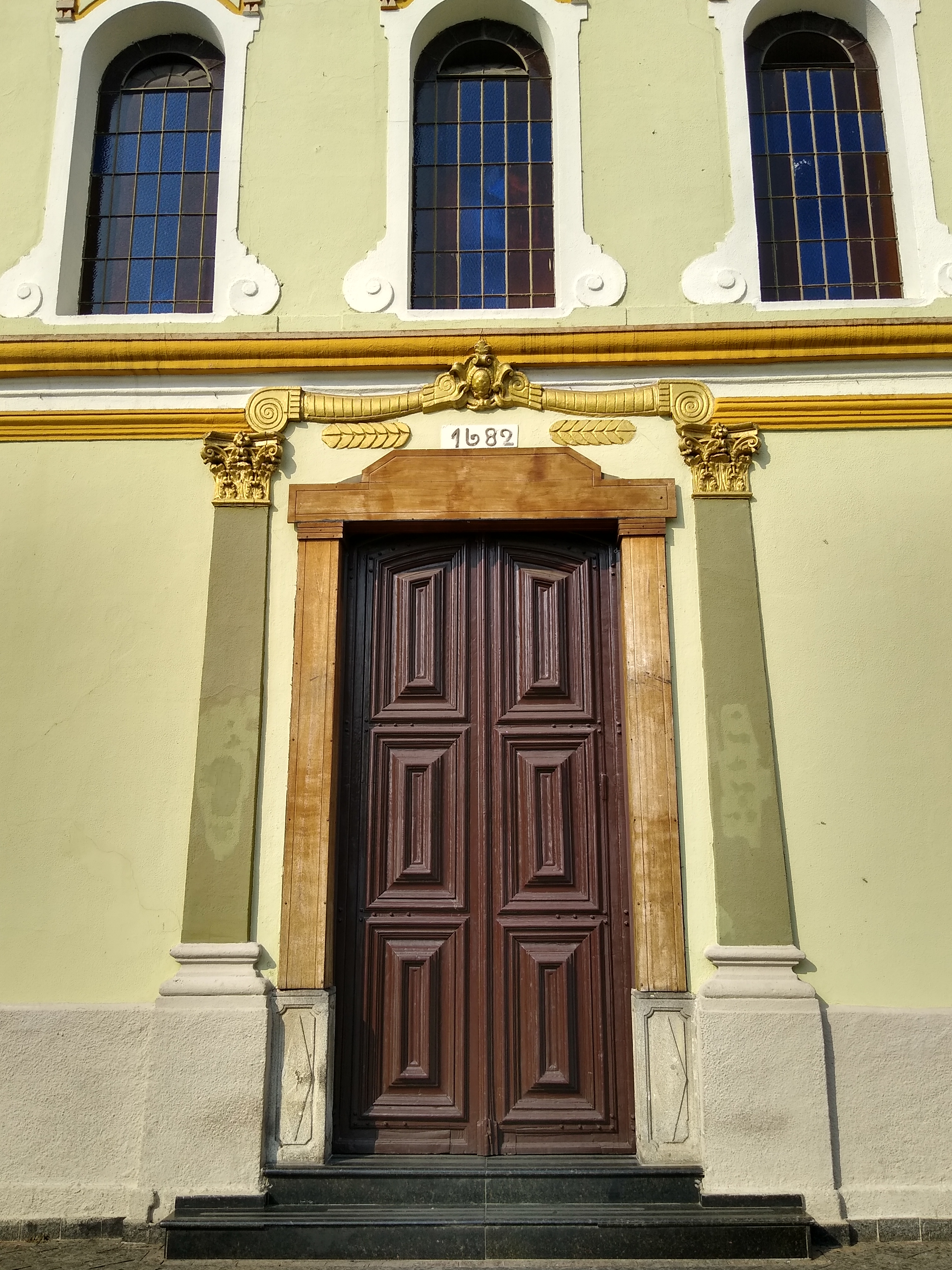
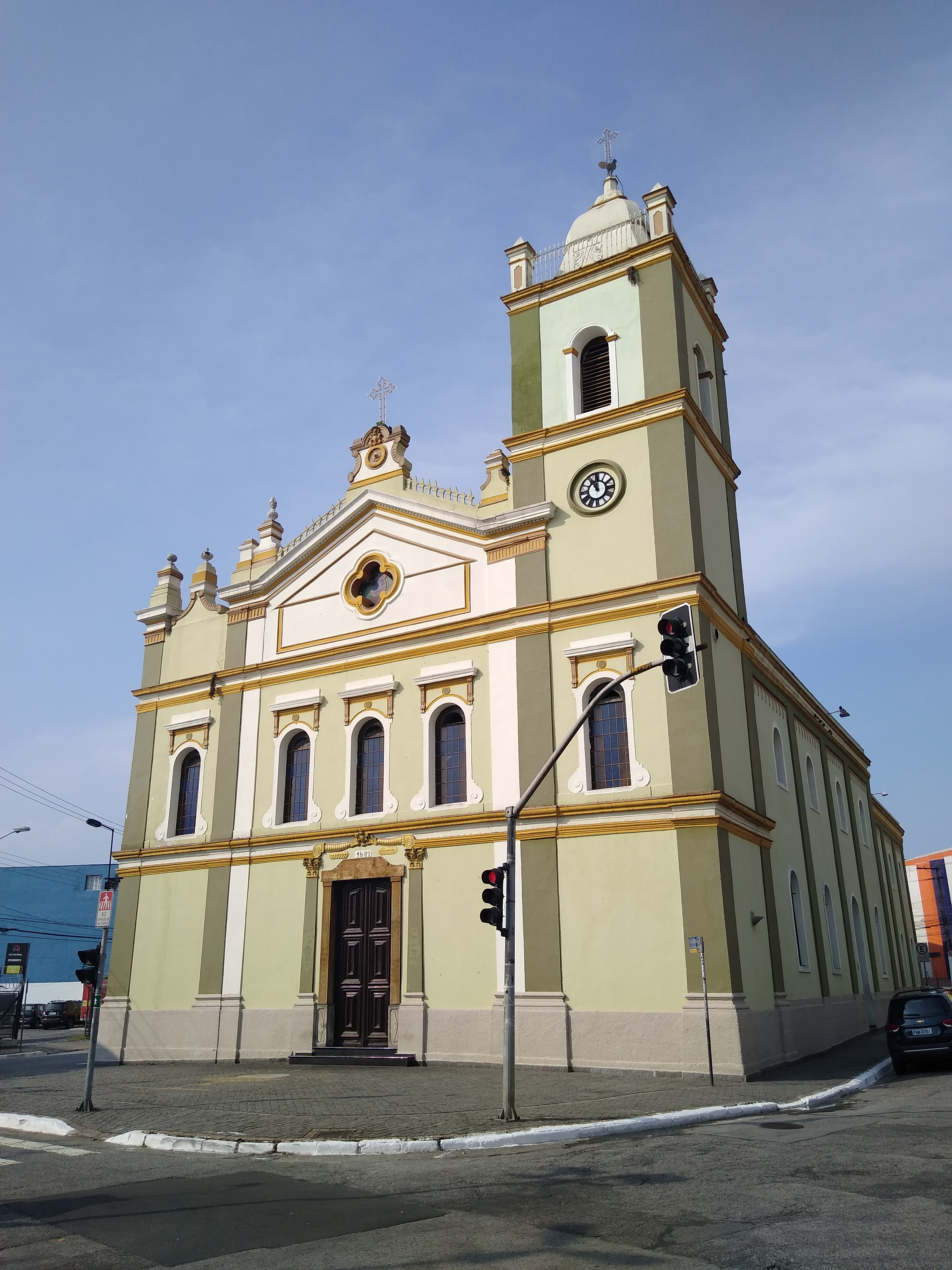
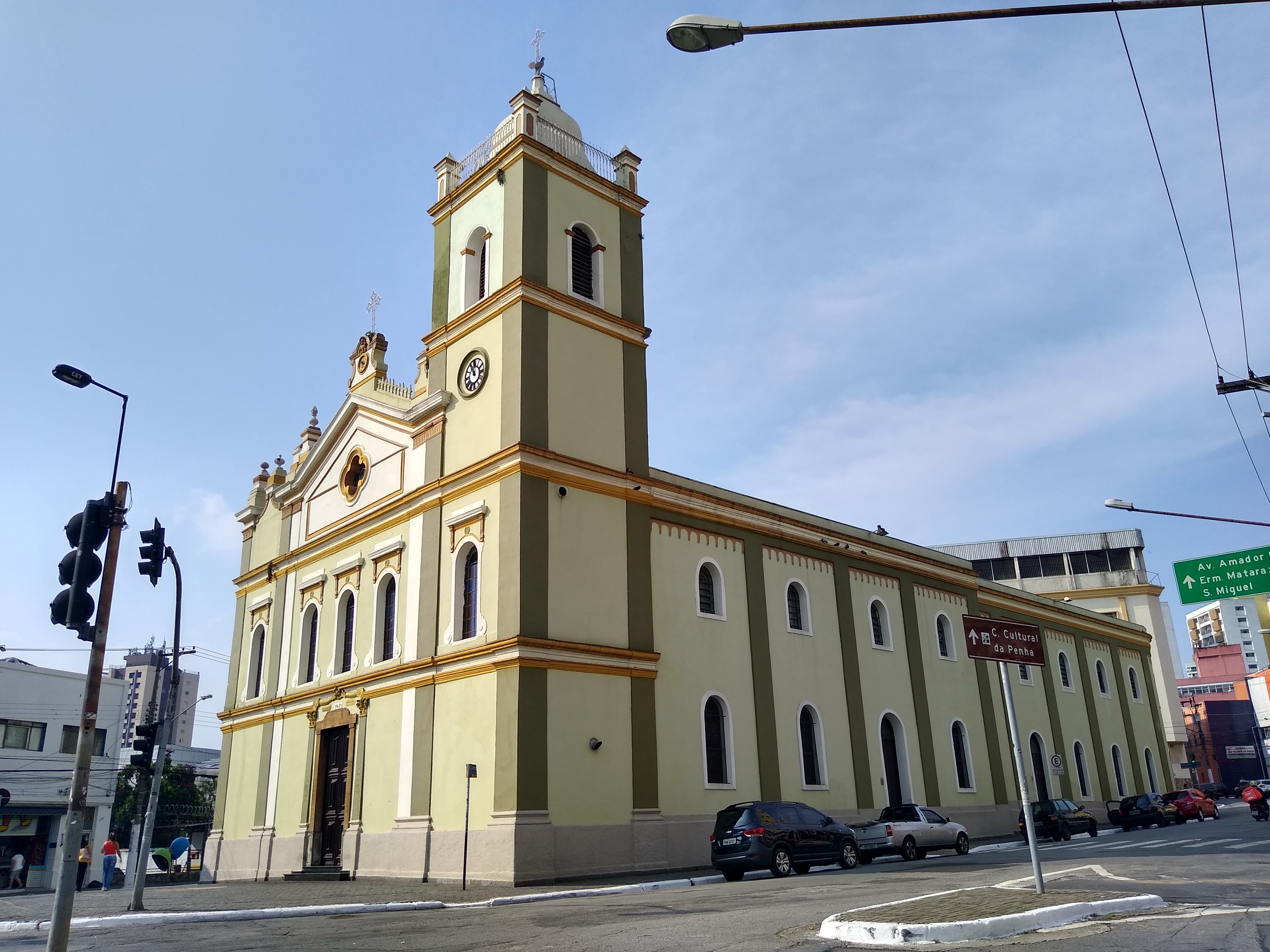
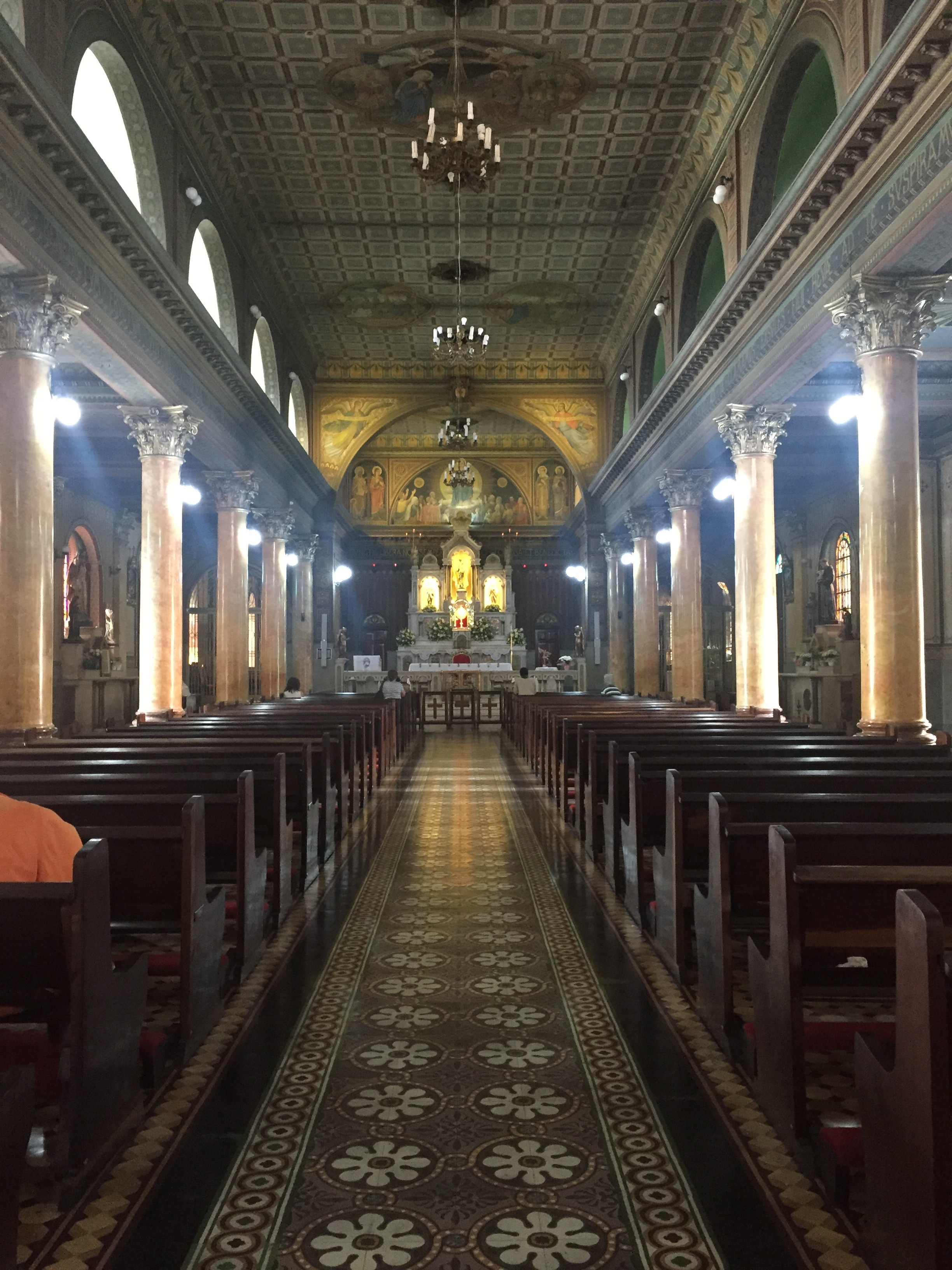
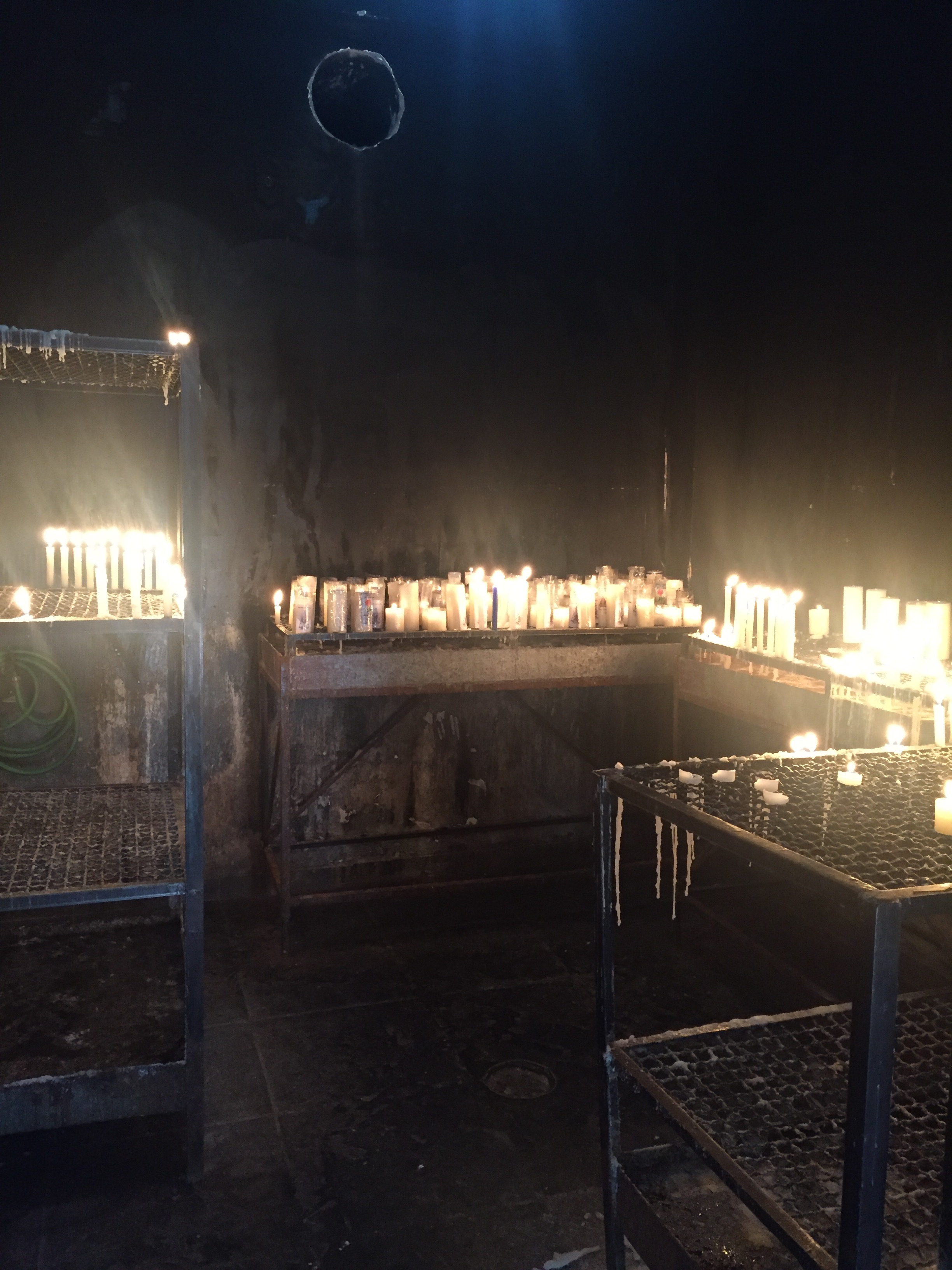
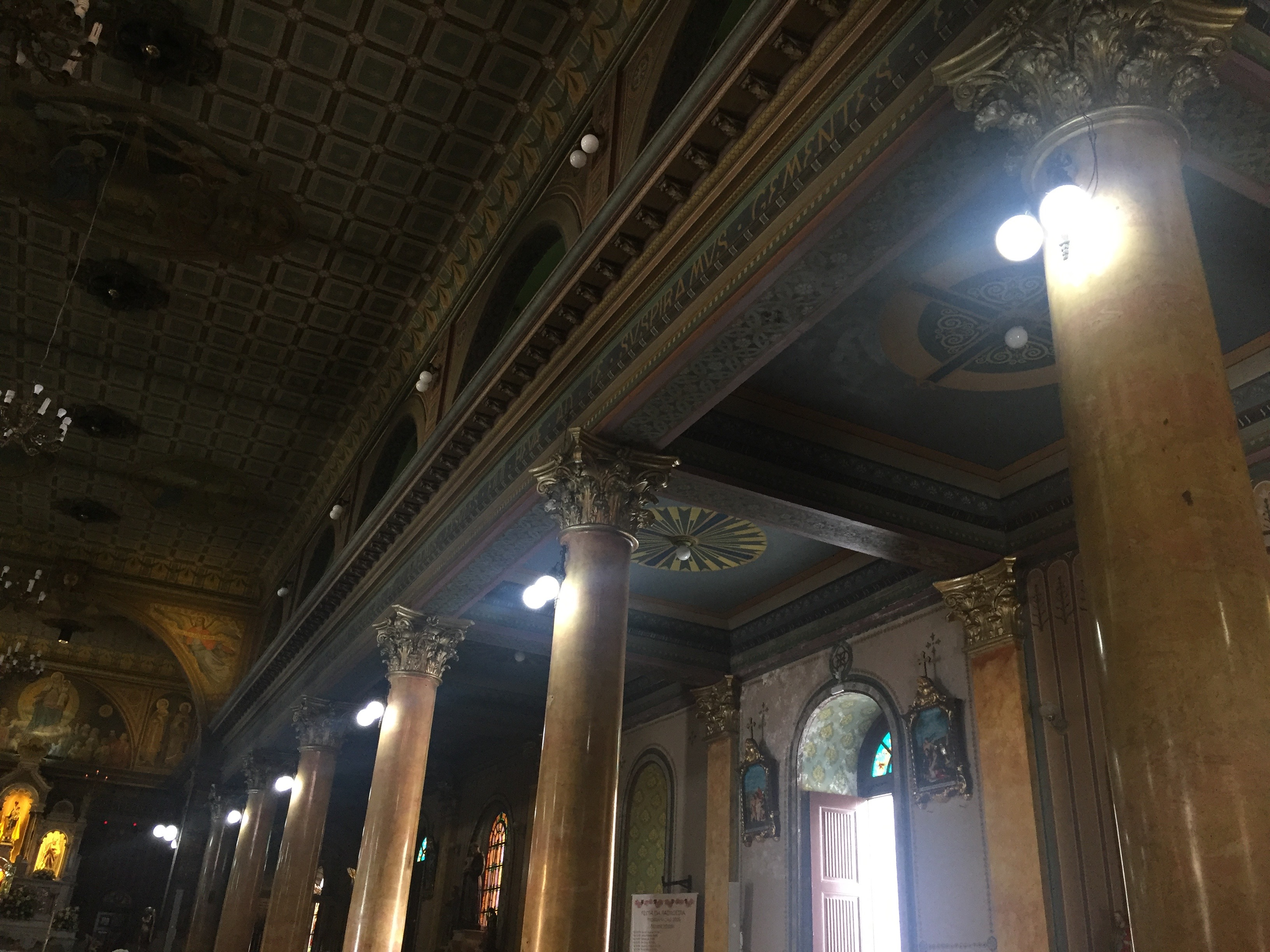
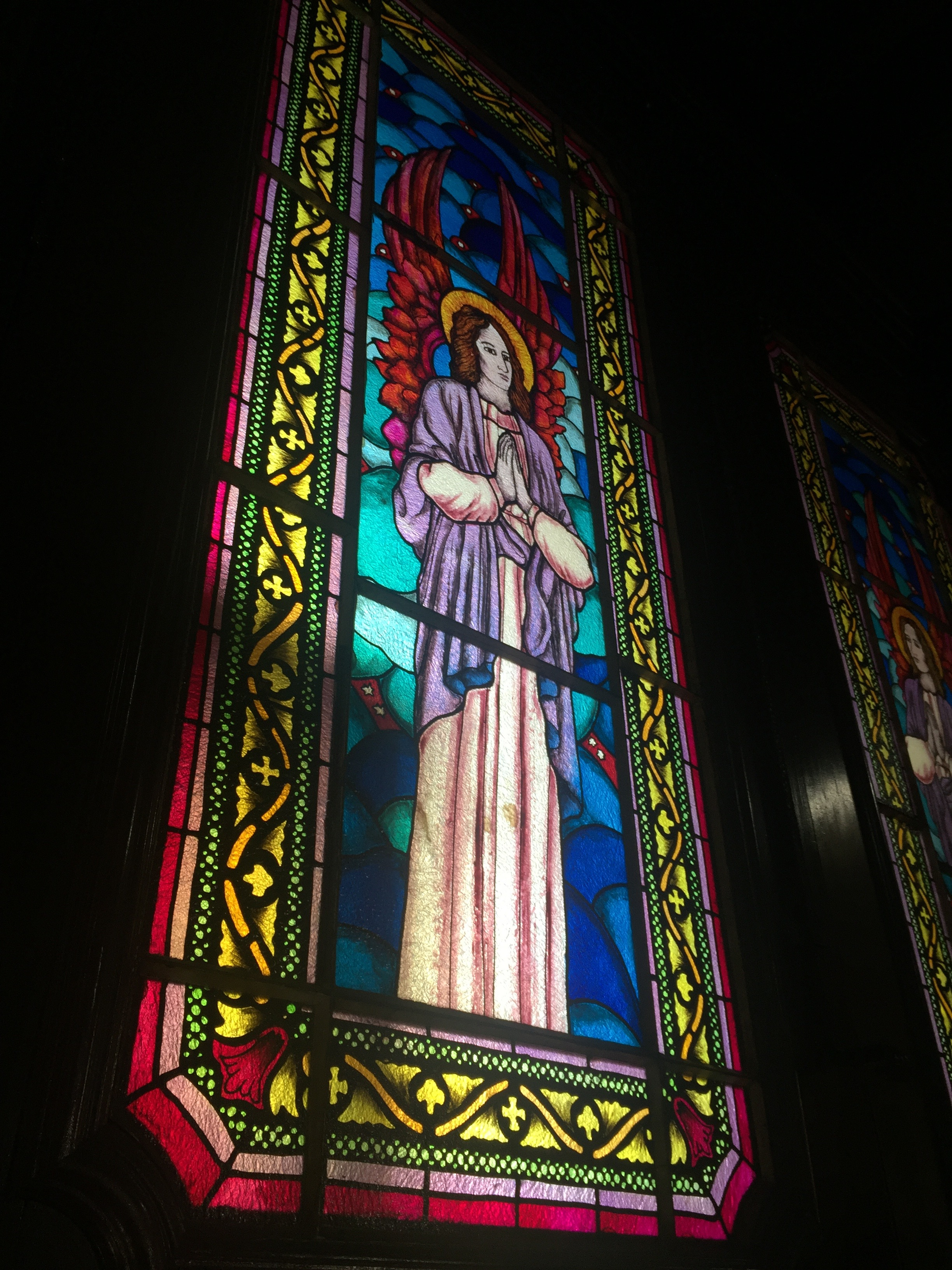
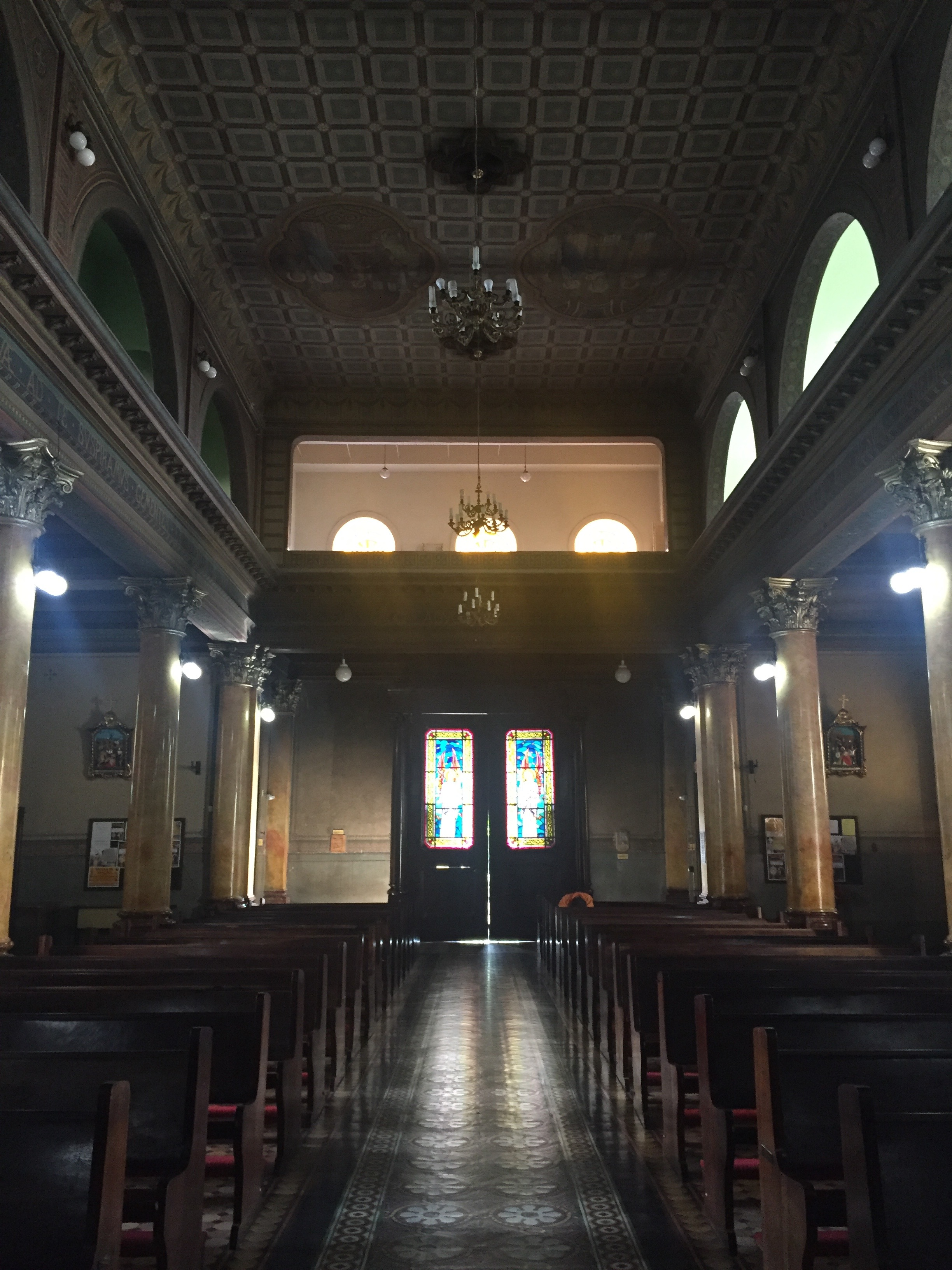

Igreja Nossa Senhora do Rosário dos Homens Pretos da Penha

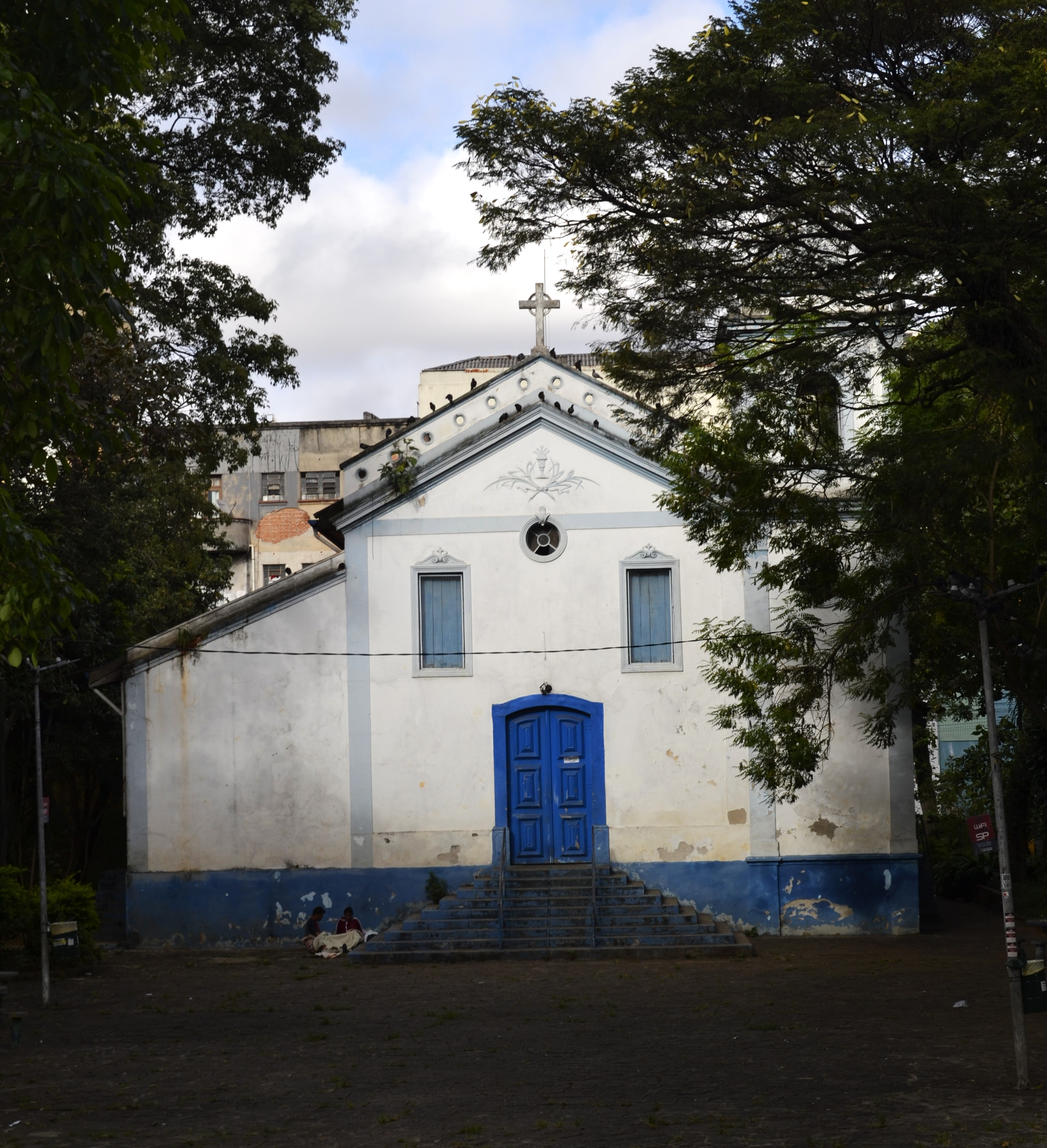
Igreja do Rosário dos Homens Pretos da Penha, 2021

A Igreja Rosário dos Homens Pretos da Penha é um importante patrimônio histórico da cidade, construída pela Irmandade do Rosário dos Homens Pretos. A edificação dá nome ao Largo do Rosário.
Seminário da Penha
Com a histórica vocação católica da Penha, que é repleta de igrejas, pensou-se no final da década de 1940 em erguer um edifício para servir de convento. Com sua conclusão no início da década de 1950, as autoridades religiosas responsáveis pela construção acabaram achando que o imóvel ficou grande demais.
Concluiu-se que deveria ser transformada a edificação em um seminário para padres redentorista que ficou conhecido como Seminário da Penha. Já abrigou funções administrativas da prefeitura e também o Hospital Nossa Senhora da Penha.

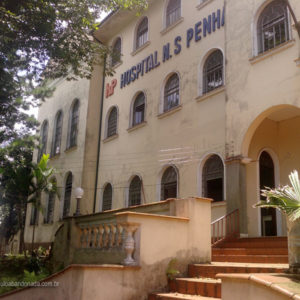
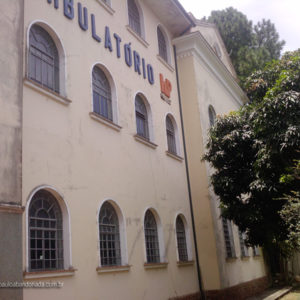
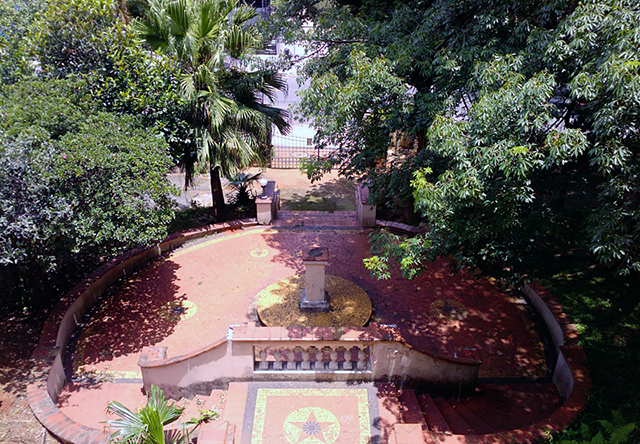
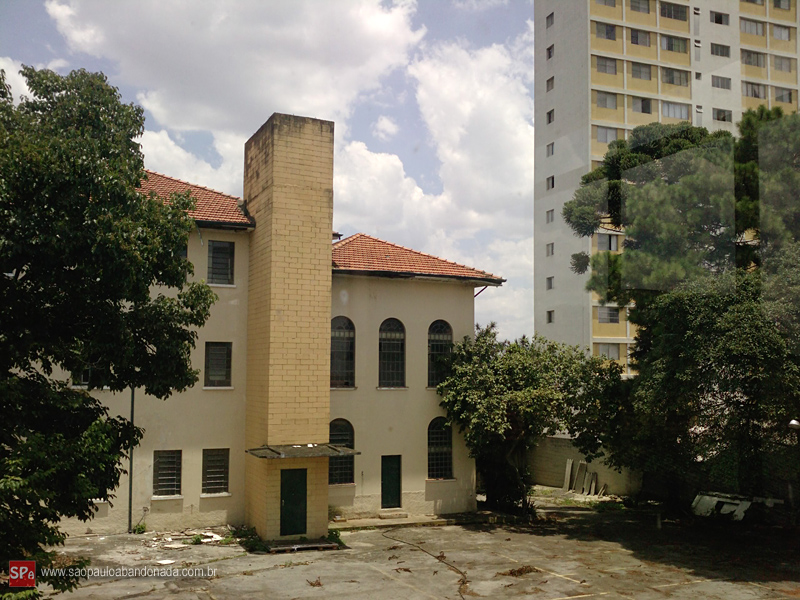
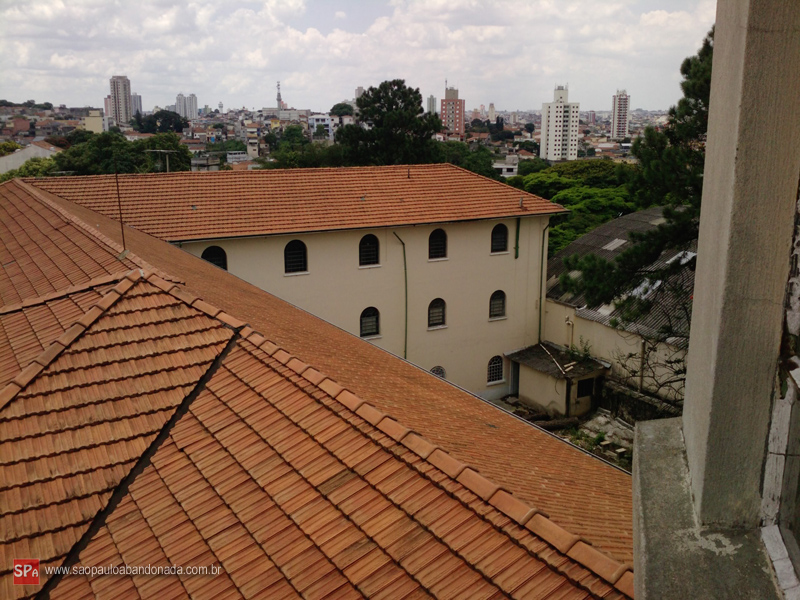
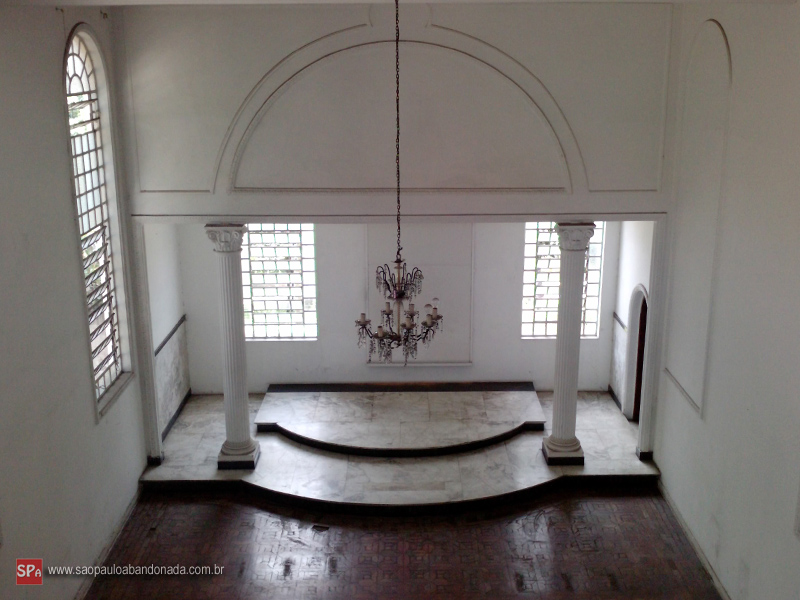
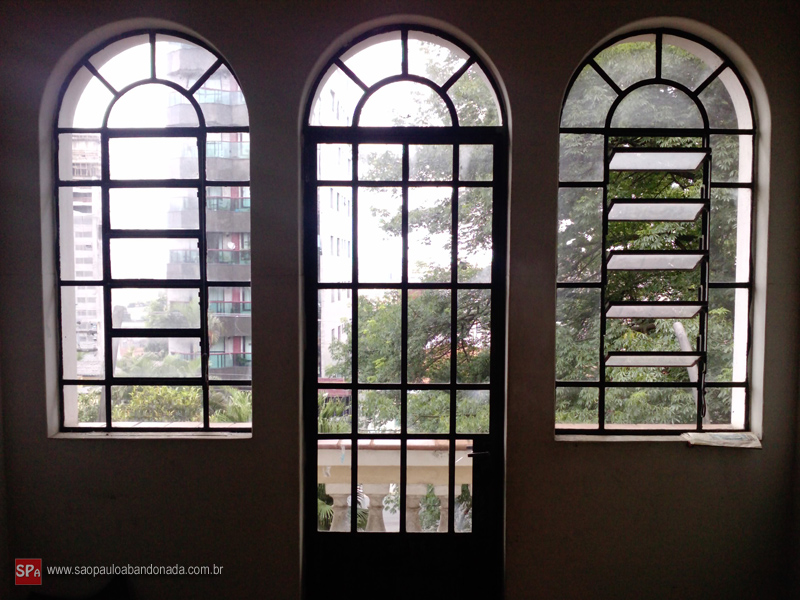
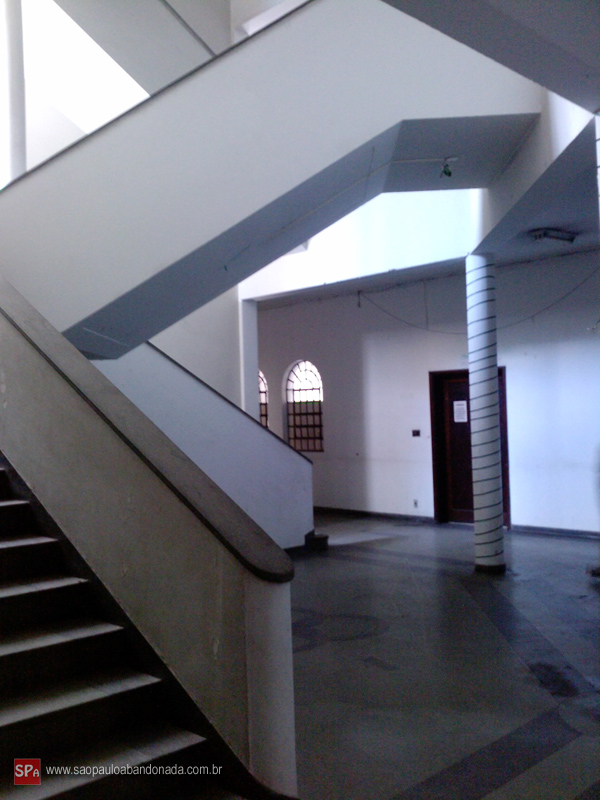
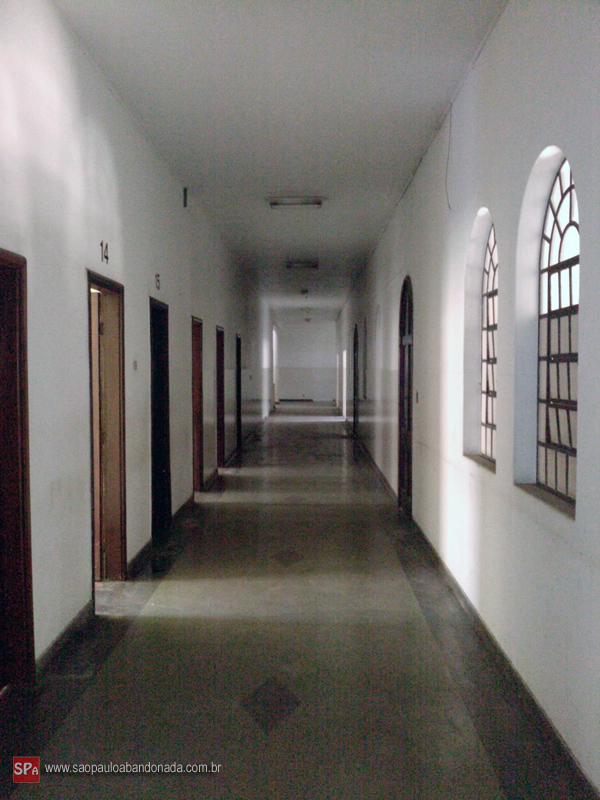
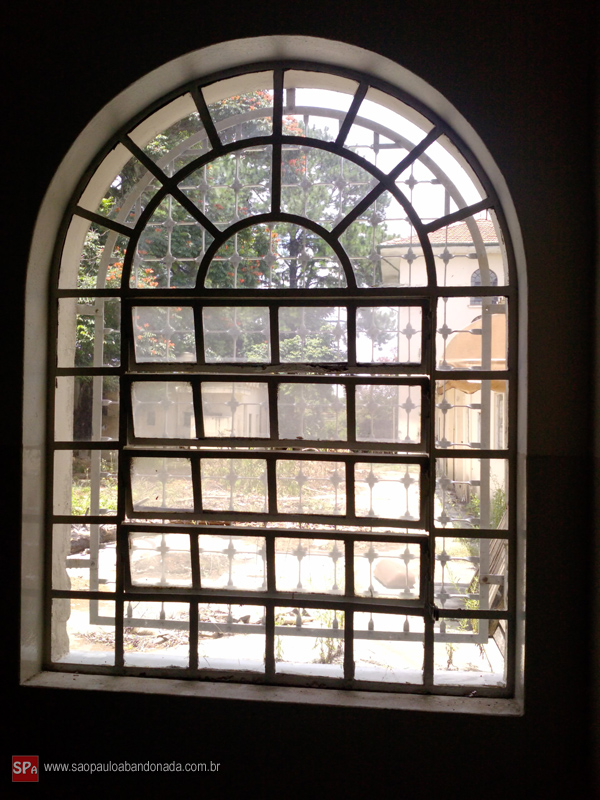

## Perfil demográfico
Segundo dados da pesquisa "Mapa da Desigualdade", da Rede Nossa São Paulo, 23,9% dos habitantes se consideram pretos e pardos (média municipal: 32,1%) e 53,4% dessa população é feminina (média municipal: 52,6%). Possui percentagem de 6,6% dos seus domicílios localizados em assentamentos informais (média municipal: 8,3%). Em 2017, a cada dez habitantes participantes da PIA (população em idade ativa) apenas 2,7 possuíam emprego formal.
Acompanhando a tendência de outros distritos periféricos que, porém, estão num raio próximo à área central de São Paulo, desde os anos 1990 o bairro mantinha a tendência de diminuição da sua população, quadro revertido nos anos recentes com tendência de crescimento populacional.
Evolução demográfica do distrito da Penha

## Saúde
O distrito da Penha é amparado pelo BP Hospital Filantrópico, antigo Hospital Geral da Penha, ainda no mesmo endereço, mas sob administração da Beneficência Portuguesa de São Paulo, atendendo pela rede do Sistema Único de Saúde. Também funciona no bairro uma unidade do Hospital Dia Rede Hora Certa.O Hospital Veterinário Animal Prime, o primeiro da região, conta com uma estrutura moderna e completa com exames laboratoriais, raio-x, ultrassom e internação 24 horas.
Para cada mil moradores, há 2,7 leitos hospitalares (média municipal: 3,4) e a taxa de mortalidade infantil no distrito é de 7,2 (média municipal: 10,5). A expectativa de vida dos moradores do distrito é de 71,2 anos (média municipal: 68,7).

## Educação
No distrito da Penha é possível encontrar várias instituições de redes pública e privada, de educação infantil, de ensinos fundamental, médio, técnico e superior. Algumas das mais conhecidas são o Senac, a ETEC Professor Aprígio Gonzaga, a ETEC Tiquatira, o Colégio Vicente de Paula, Escola João XXIII, o Centro Universitário e Colégio Carlos Drummond de Andrade, o Colégio Objetivo Penha, a Escola Estadual Nossa Senhora da Penha, entre outras. Entre as diversas opções do bairro da Penha também observa-se instituições de ensino de idiomas como Cultura Inglesa, CNA, CCAA, Fisk, Wise Up e Yázigi.
O distrito apresenta uma das maiores taxas de crianças inscritas no sistema de creches que foram matriculadas (99%; média municipal: 92,9), mas tem baixa proporção de matrículas efetuadas nas pré-escolas (EMEIs) para cada habitante na faixa etária de 4 a 6 anos (24,6%; média municipal: 40,1%). Na Penha, 53,4% dos estudantes do ensino básico estão matriculados na rede pública (média municipal: 57,3%). Segundo dados da Secretaria Estadual de Educação de São Paulo, ao todo há 110 registros de escolas na região da Penha.

## Transporte

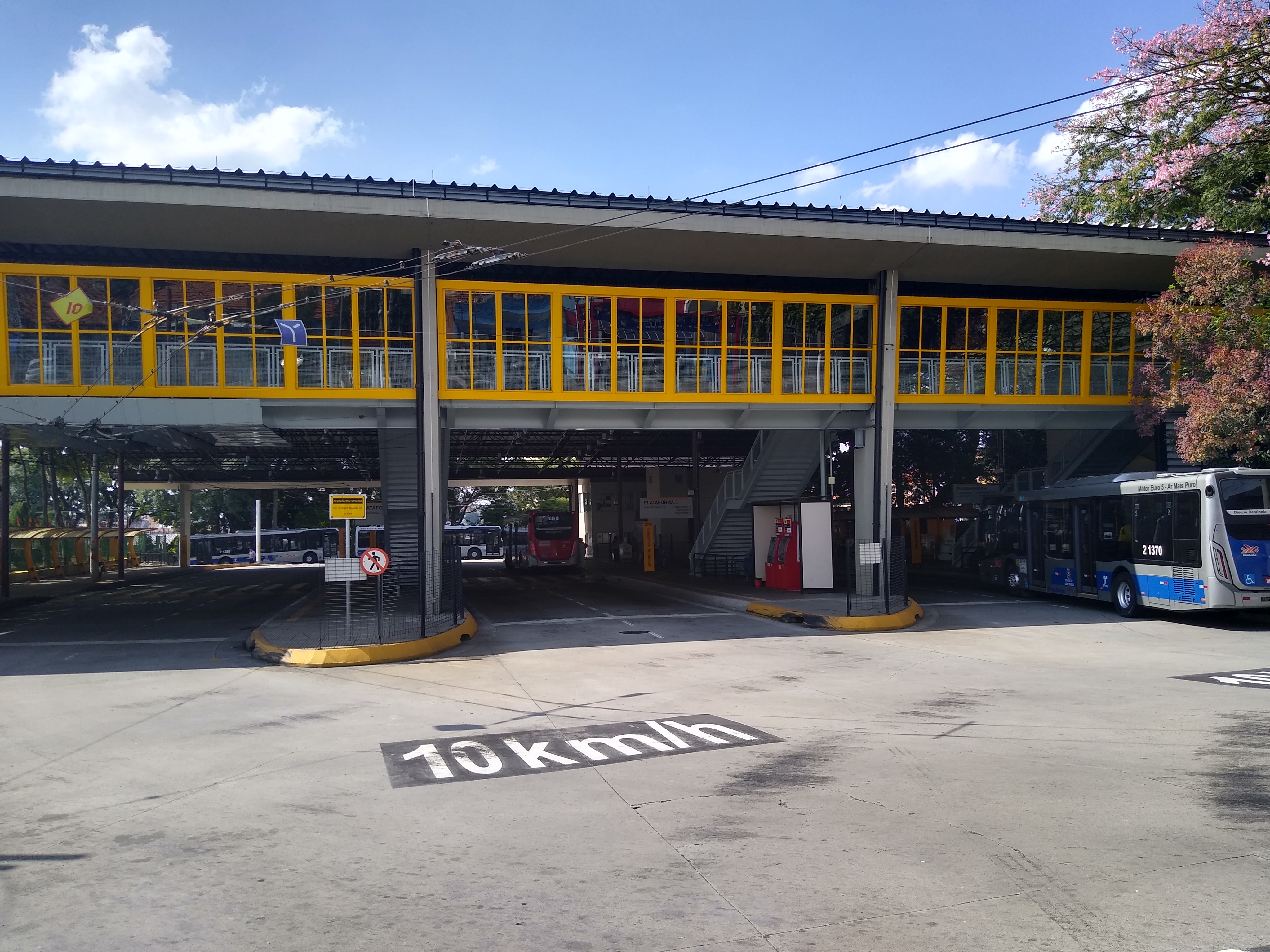
Entrada do Terminal Penha

O distrito é atendido pela Linha 3-Vermelha do Metrô, que acabou por substituir a antiga EFCB. As estações do metrô que atendem a Penha são: Penha, Vila Matilde, Guilhermina-Esperança e Patriarca.

Em 2019 o Governo do Estado de São Paulo anunciou a retomada das obras de expansão da Linha 2 do Metrô de São Paulo até Guarulhos, prevendo que o distrito será atendido por esta linha a partir de 2028. No distrito, o ramal deve somar três estações (Penha, Penha de França e Tiquatira), com transferência para as linhas 3 do Metrô e 11 da CPTM na Estação Penha, assim como para as linhas 12-Safira e 13-Jade na futura Estação Gabriela Mistral.

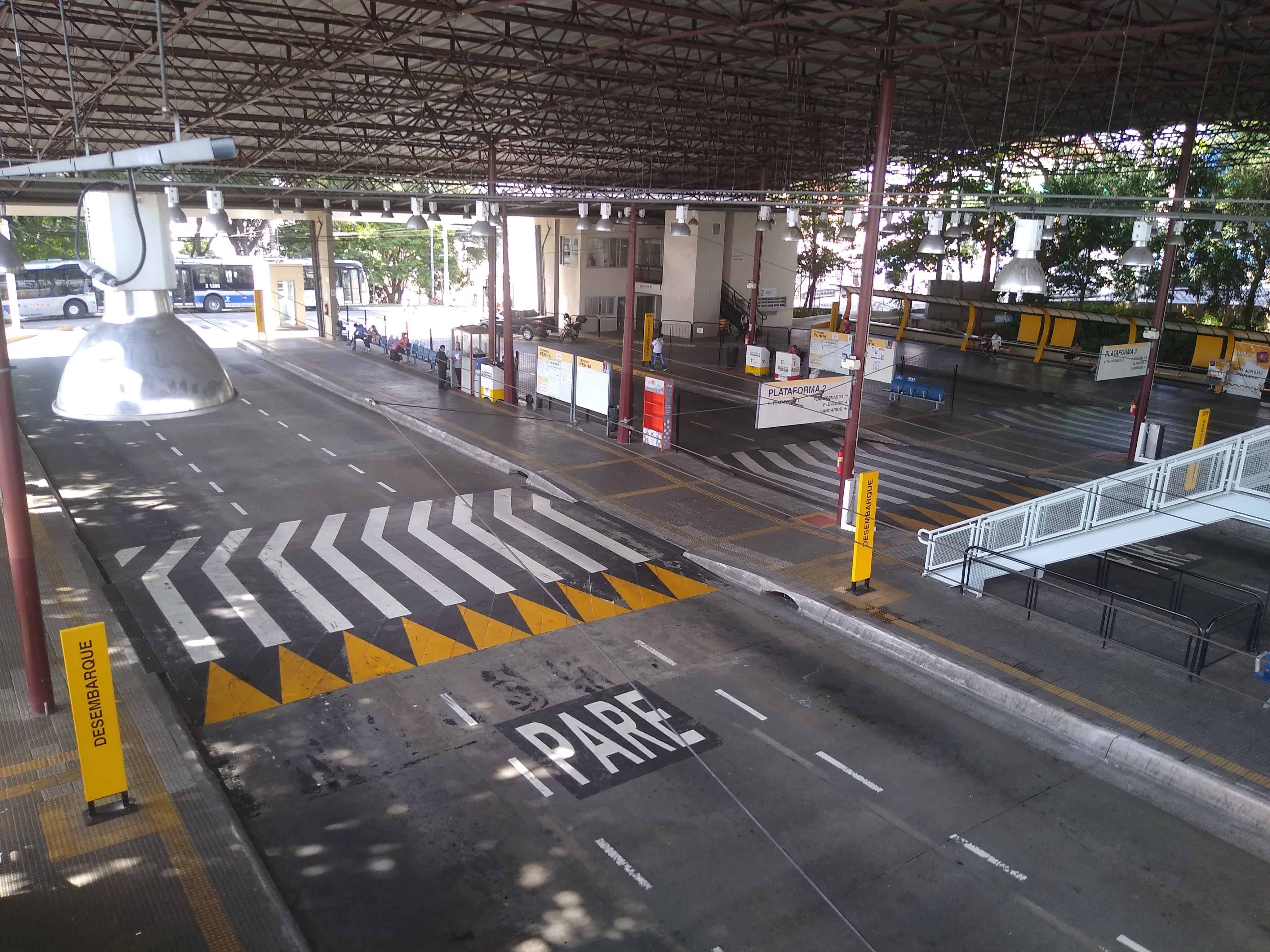
Instalações internas do Terminal Penha

Conta também com diversas linhas de ônibus municipais e intermunicipais, bem como pelos terminais Aricanduva e Penha. O Terminal Aricanduva encontra-se na Avenida Airton Pretini, sob o Viaduto Eng. Alberto Badra (popularmente conhecido como Viaduto Aricanduva), na divisa com o distrito do Tatuapé.
Já o Terminal Penha está localizado na Avenida Gabriela Mistral e com entrada pela Avenida Penha de França. O Terminal Penha foi inaugurado no dia 18 de outubro de 1996. O terminal opera com onze linhas que atendem bairros das regiões nordeste, leste, norte e centro. É importante lembrar que além dos terminais exclusivos de ônibus, a Penha ainda conta com os terminais de ônibus interligados às estações do Metrô Penha, Vila Matilde e Patriarca.

## Comércio
A Penha possui um robusto portfólio de lojas de departamento e de comércio especializado, o distrito conta com supermercados das redes Atacadão, Extra, Sonda, Cobal e Dia, além do Shopping Penha. Construído em 1992, o shopping center possui megastores, cinemas, praça de eventos, ampla praça de alimentação e mais de 200 lojas. As principais ruas comercias do distrito são: Rua Padre João, Rua Dr. João Ribeiro, Avenida Penha de França, Praça 8 de Setembro, Largo do Rosário e Avenida Amador Bueno da Veiga.

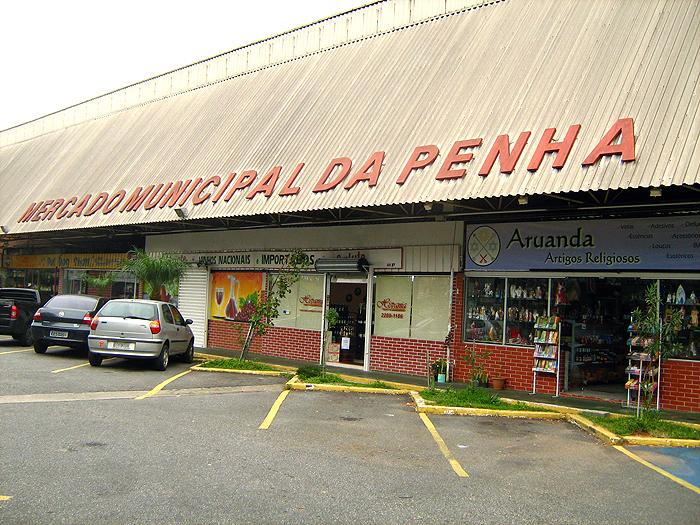
Entrada do Mercado Municipal da Penha

Inaugurado em 1971, o Mercado Municipal da Penha abastece a região com os mais diversos tipos de produtos nacionais e internacionais. Com amplo estacionamento e uma área funcional de 25.200 m², o "Mercadão", como é conhecido, é um importante ícone do distrito. É integrante da rede de 15 Mercados Municipais existentes na capital paulista.

## Lazer

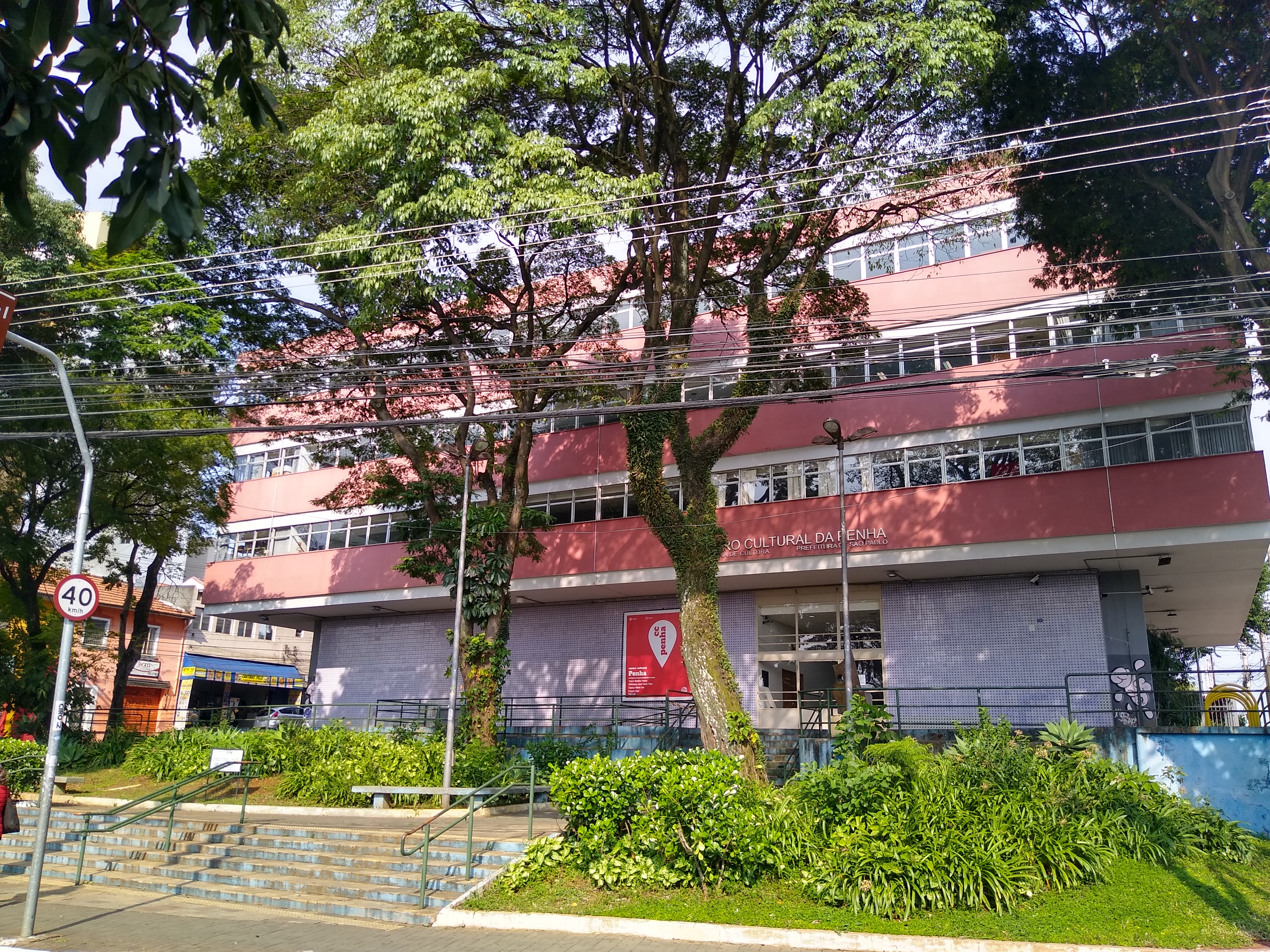
Entrada do Centro Cultural Penha

Além do tradicional Clube Esportivo da Penha e do Centro Cultural da Penha, que abriga uma biblioteca, o Teatro Martins Penna e diversas apresentações artísticas, Tem o memorial da Penha localizado na rua Betari 560 com um acervo fotográfico da história da Penha. 

O distrito possui uma região com ampla área verde localizada na Av. Governador Carvalho Pinto, o Parque Linear Tiquatira, já nas proximidades do distrito de Cangaíba. Há também um parque nesta avenida com uma pista multiúso de skate, ciclovia e local para caminhadas.

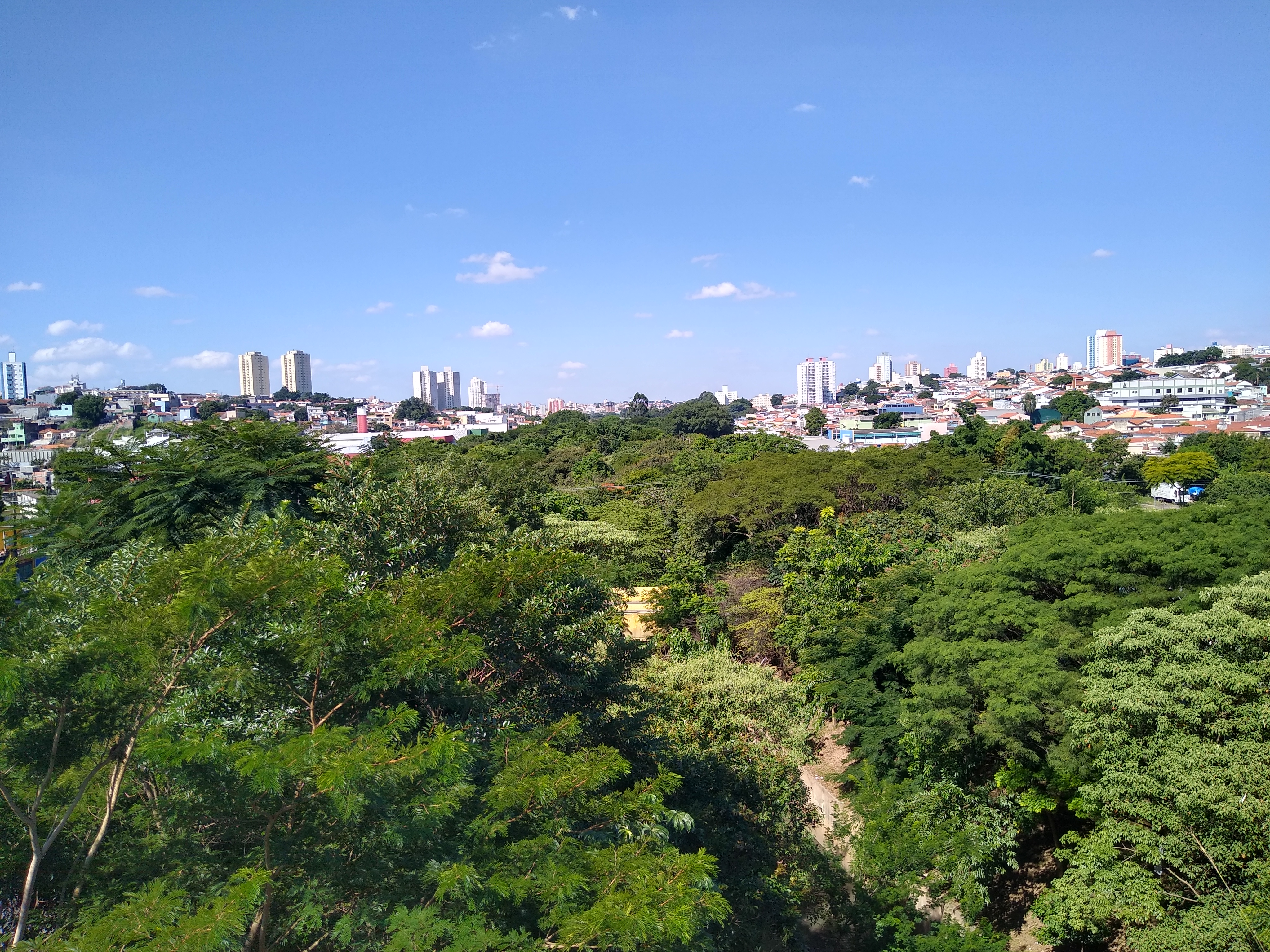
Vista do Parque Linear Tiquatira

No local encontramos grande quantidade de agências de automóveis, bares, restaurantes, lojas, postos de gasolina, clubes e associações esportivas com diversos eventos para a comunidade, além de teatro ao ar livre e espaço para shows musicais. Uma outra área verde de destaque do bairro, também organizada linearmente, é o parque que margeia o córrego Rincão, nas proximidades da Radial Leste e das estações Penha e Vila Matilde do Metrô.
Não raro a Penha está entre o terço dos distritos de São Paulo com maior acesso a equipamentos culturais, mas com médias estatísticas inferiores à média municipal, o que demonstra a distribuição desigual dessa infraestrutura no contexto paulistano. A proporção de centros culturais, espaços e casas de cultura é de 0,08 para cada 10 mil habitantes (média municipal: 0,20).
Já a proporção de salas de cinema para cada dez mil habitantes é de 0,47 (média municipal: 0,6). Embora existam iniciativas culturais diversas e um relevante patrimônio histórico e arquitetônico, atualmente a Penha não conta com nenhum museu. Dispõe de 2,3 equipamentos públicos de esporte para cada 10 mil habitantes (média municipal: 0,3).

## Religião
No distrito há várias igrejas, templos, centros espíritas, tendas de umbanda e roças de candomblé, entre outras comunidades religiosas, destacando-se:

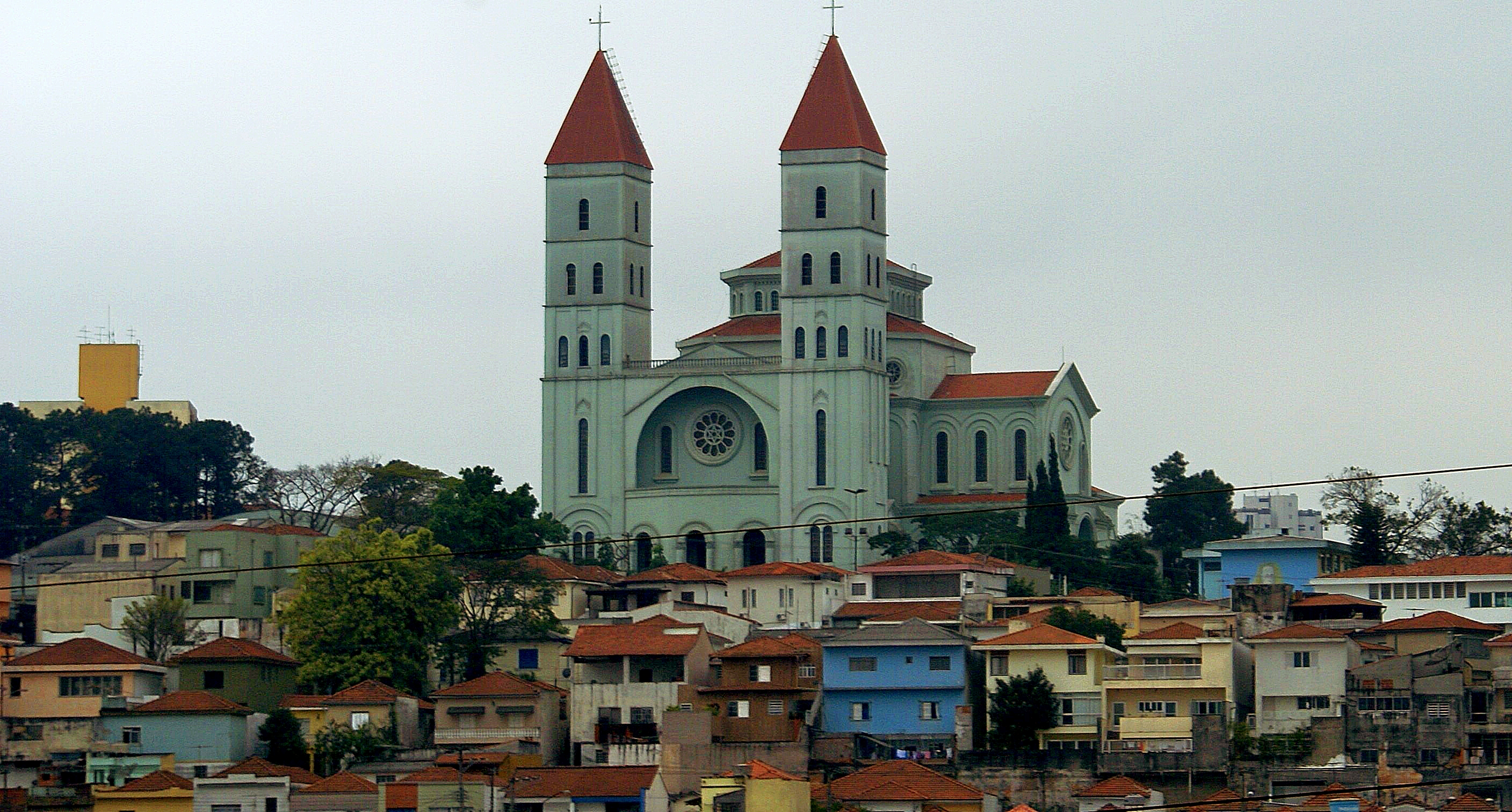
Basílica da Penha, uma das maiores basílicas católicas da cidade

### Católica
- Igreja Nossa Senhora da Penha de França (erguida no local de uma capela do ano de 1667)
- Basílica Nossa Sra. da Penha de França
- Igreja Nossa Senhora de Montevirgem e São Luís Gonzaga
- Paróquia Santo Estêvão Mártir
- Comunidade Nossa Senhora Aparecida (pertencente a Paróquia Santo Estêvão Mártir e Paróquia São Paulo Apóstolo)
- Paróquia Nossa Senhora de Fátima e São João Batista
- Igreja Nossa Senhora do Rosário e São Benedito
- Comunidade São Judas Tadeu
- Comunidade Católica Eucaristós
- Paróquia de Nossa Senhora da Esperança

### Evangélica
- Igreja Batista em Vila Salete
- Igreja Presbiteriana da Penha
- Igreja do Evangelho Quadrangular (IEQ)
- Primeira Igreja Batista da Penha
- Igreja Metodista da Penha
- Igreja Adventista do Sétimo Dia
- Assembleia de Deus
- Congregação Cristã no Brasil
- Igreja Universal do Reino de Deus
- Igreja Internacional da Graça de Deus
- Ministério Vida com Jesus
- Salão do Reino das Testemunhas de Jeová
- A Igreja de Jesus Cristo Dos Santos Dos Últimos Dias (Ala Penha)

### Kardecista
- Grupo Espírita Semeadores do Bem (GESB)
- Centro Espírita Cristão "Vicente de Paula"
- Centro Espírita "Bezerra de Menezes"
- Centro Espírita "Laços Eternos"
- Centro Espírita "Fraternidade de Luz"
- Comunidade Evangélica Casa de Oração
- Comunidade São Francisco de Assis

### Religiões de Matriz Africana
- Ilê Iá Odô Axé Alafim Oió - Mãe Naná de Iemanjá
- Templo de Oração Caboclo Pena Branca - Mameto Simone de Matamba
- Casa de Caridade Pai Benedito e Aruanda e Caboclo Rompe Mato - Pai Acioly

### Outras
- Seicho-no-ie
- Instituição Religiosa Perfect Liberty (PL)
- Igreja Messiânica Mundial do Brasil

## Bairros
Os bairros que compõem o distrito da Penha são: Chácara da Penha, Conjunto Habitacional Chaparral, Engenheiro Trindade, Guaiaúna, Jardim América da Penha, Jardim Concórdia, Jardim Jáu (Parte), Jardim do Norte, Jardim Paula, Jardim Recreio, Parque Eduardo, Penha de França, Tiquatira, Vila Beatriz, Vila Carlos de Campos, Vila Centenário, Vila Esperança, Vila Eugênio, Vila Feliz, Vila Germaine, Vila Granada, Vila Laís, Vila Maluf, Vila Maria Amália, Vila Marieta, Vila Nova Granada, Vila Olívia, Vila Ré, Vila Salete, Vila Santana, Vila Santo Antônio, Vila São Geraldo e Vila Vera.

## Distritos e municípios limítrofes
- Guarulhos e Cangaíba (Norte)
- Ponte Rasa (Nordeste)
- Artur Alvim (Leste)
- Vila Matilde (Sul)
- Tatuapé (Sudoeste)
- Vila Maria (Noroeste)